# Sonja Pannen
Sonja Pannen (Leiden, 15 november 1968) is een voormalig Nederlands softballer. Ze nam eenmaal deel aan de Olympische Spelen, maar won hierbij geen medailles.
Pannen kwam uit voor het eerste damesteam van DSS, Wassenaar en de Amsterdam Pirates en was tevens international van het Nederlands damessoftbalteam. Ze nam met dit team deel aan de Olympische Spelen van 1996 in Atlanta als werper. In 2002 nam ze het Nederlands record All-Time StrikeOut als werper over met het behalen van het 2100 mark wat ze nog steeds in haar bezit heeft door dit aantal malen "drie slag" te gooien.
Madelon Beek · 
Petra Beek · 
Luciène Geels · 
Jacqueline de Heer · 
Marjolein de Jong · 
Jacqueline Knol · 
Anita Kossen · 
Anouk Mels · 
Sandra Nieuwveen · 
Penny le Noble · 
Corrine Ockhuijsen · 
Sonja Pannen · 
Marlies van der Putten · 
Gonny Reijnen · 
Martine Stiemer